# Walter A. Huxman
Walter Augustus Huxman, född 16 februari 1887 i Reno County, Kansas, död 25 juni 1972 i Topeka, Kansas, var en amerikansk demokratisk politiker och jurist. Han var Kansas guvernör 1937–1939.
Huxman studerade juridik vid University of Kansas och tjänstgjorde som stadsåklagare i Hutchinson 1919–1921.
Huxman efterträdde 1937 Alf Landon som guvernör och efterträddes 1939 av Payne Ratner. Efter tiden som guvernör tjänstgjorde han som domare i en federal appellationsdomstol. Huxman avled 1972 och gravsattes i Topeka.